# Efeito chicote

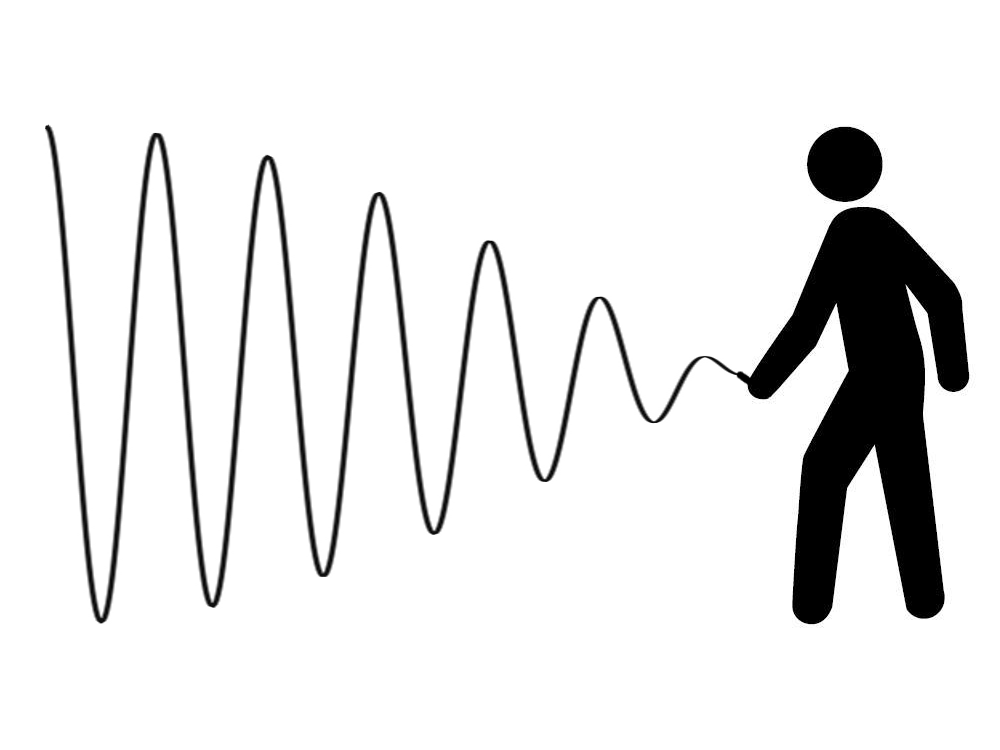
Illustration of the bullwhip effect: The final customer places an order (whip) and order fluctuations build up upstream the supply chain.

O efeito chicote é definido como sendo a distorção da percepção da procura ao longo da cadeia de abastecimento na qual os pedidos para o fornecedor têm variância diferente da variância das vendas para o comprador. O efeito chicote (também conhecidos colectivamente como o “efeito bullwhip” ou “efeito whiplash”) é comum em sistemas de abastecimento (Lee et al., 1997, p. 546) e foram observados por Forrester (1961, p. 21-42), ao criar o conceito de dinâmica de sistemas e conceituado por Lee et al. (1997, p. 546-558).
O efeito chicote é um fenómeno que produz impacto negativo sobre a regularidade e a estabilidade dos pedidos recebidos numa cadeia de abastecimento, em particular, observa-se este fenómeno quando a variação da procura aumenta à medida que se avança ao longo da cadeia (Chen et al., 2000, p. 436).
O efeito chicote foi também conhecido como logística executiva da Procter & Gamble devido ao facto de uma pequena variação nos pedidos, ao nível dos consumidores, provocar uma amplificação da variação ao longo da cadeia actuando junto dos seus intervenientes, como sejam os grossistas e os fabricantes (Paik et al., 2007, p. 308).
Como exemplo de visualização deste conceito, imagine-se um grupo de consumidores que pretendem mudar de computador e que baseiam a sua escolha na velocidade do microprocessador. O  cliente, que representa o final da cadeia de abastecimento, ao mudar as suas preferências cria uma 'onda' ao longo da cadeia (pedidos de computadores com outras características). Como consequência do atraso de informação e de entregas, e da previsão menos conseguida da procura, esta 'onda' é amplificada sendo que a acumulação destes efeitos vai provocar uma grande variação na procura (pedidos) ao longo da cadeia de abastecimento, em especial no início da mesma (Schniederjans et al., 1999, p. 74).   

## Causas do efeito chicote

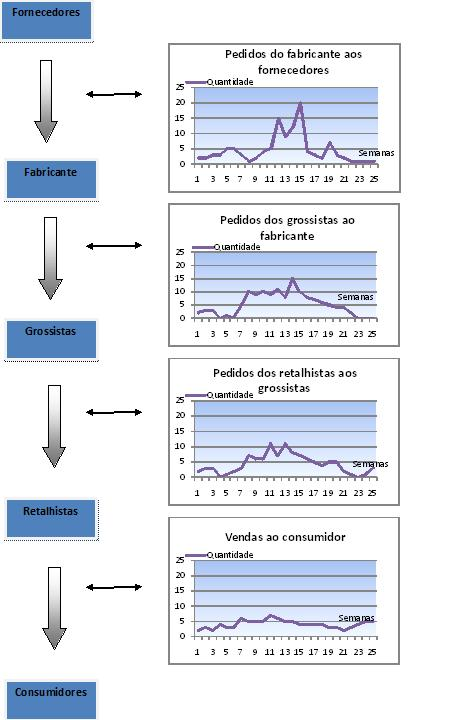
Exemplo de efeito chicote

- Processamento das variações na procura – quando um retalhista, por exemplo, tem um aumento nas suas vendas, ele ajusta as suas previsões e aumenta o volume de pedidos para restabelecer os seus níveis de stock. No entanto, esse aumento no volume de pedidos é influenciado pelo aumento na procura e pela diminuição dos níveis de stock do retalhista. Desta forma, o aumento no volume das compras do retalhista é maior do que o aumento das suas vendas. Esta amplificação é reflectida nos dados da procura que o fornecedor utilizará na sua gestão. O mesmo fenómeno ocorre na relação entre o fornecedor e o fabricante, amplificando ainda mais a variação da procura deste último. Em situações em que o lead time de entrega é longo a tendência é a do agravamento das flutuações nas ordens de compra (Lee et al., 1997, p. 549).

- Racionamento – numa circunstância em que haja expectativa de falta de produtos, os agentes da cadeia tendem a fazer compras superiores às suas reais necessidades. Este comportamento acentua ainda mais o efeito chicote, amplificando o grau de variação das vendas ao longo da cadeia de distribuição o que torna impossível para o fabricante determinar a real procura do seu produto (Lee et al., 1997, p. 550).

- Formação de lotes de compra e de produção – As empresas tendem a agrupar pedidos com o objectivo de diminuir o custo de processamento de ordens de compra e o custo de transporte, que normalmente é fixo, independente da quantidade transportada, portanto quanto maior for a quantidade de produtos transportados, menor será o o custo de  transporte sobre o produto. Estes fluxos irregulares de ordens vão amplificar-se ao longo da cadeia de abastecimento causando o efeito chicote (Lee et al., 1997, p. 553).

- Variações de preço – As variações de preço, nomeadamente promoções esporádicas, resultam em compras de grandes quantidades por parte dos clientes levando à formação de stock. Quando se retorna à situação normal de venda, os clientes deixam de comprar o que leva a que o padrão de compras não reflicta o padrão de vendas (Lee et al., 1997, p. 554).

## Mecanismos de controle do efeito chicote
Algumas medidas de controle sugeridas por Schniederjans et al. (2002, p. 55):  
- Estratégias de partilha de informação - Point of Sale (POS), Electronic Data Interchange (EDI), Enterprise Resource Planning (ERP), gestão da cadeia de abastecimento realizada por vários agentes e sistemas de suporte à decisão.

- Estratégias logísticas - Vendor Managed Inventory (VMI), compra directa, outsourcing logístico.

- Estratégias Operacionais - redução do lead time, maior frequência nas entregas, Every Day Low Price (EDLP), Just in time (JIT).

## Formas de redução do efeito chicote
- Agilizar o tratamento dos pedidos -  a redução nos tempos envolvidos na execução das actividades, tem um pequeno impacto sobre a amplitude das variações. Tornar as cadeias mais curtas para reduzir o efeito chicote (Forrester, 1961, p. 349).

- Melhorar a qualidade dos dados - salienta-se a importância de todas as empresas envolvidas na cadeia terem aceso às informações de vendas (Forrester, 1961, p. 349).

- Ajuste dos níveis de stock -  as variações dos stocks podem ser ajustadas, não apenas num período, mas numa sequência de produtos futuros (Forrester, 1958, p. 349).

- Processamento das variações na procura – uma forma de redução da falta de visibilidade que os fornecedores e fabricantes têm do real consumo dos seus produtos, é a partilha das informações de consumo com as empresas intervenientes na cadeia de distribuição. A redução de intermediários na cadeia irá contribuir para o decréscimo da amplificação do efeito de distorção da procura. Para eliminar o efeito chicote poder-se–à antever um único membro da cadeia a realizar todas as actividades de previsão e compras para as outras empresas. A eliminação de etapas na cadeia de distribuição, juntamente com a redução do lead time fazem também parte desta estratégia.Vendor Managed Inventory e Continuous Replenishment Program são práticas apontadas como capazes de actuar na redução do efeito chicote (Lee et al., 1997, p. 555).

- Racionamento – A colocação da quantidade disponível para entrega pode ser feita de acordo com a participação histórica de mercado de cada cliente, e não segundo os seus pedidos feitos no período de falta. O mesmo deve ocorrer quando uma empresa procura proteger-se de uma possível falta, neste caso, a fim de evitar pedidos distorcidos, o fabricante deve partilhar informações relativas ao stock e à produção. Uma alternativa para controlar a distorção nas quantidades solicitadas pelos clientes é rever as cláusulas contratuais de fornecimento entre as partes. Muitos contratos, permitem que o comprador solicitem aos seus fornecedores uma quantidade ilimitada de produtos, porém existem cláusulas nestes contratos que permitem que o comprador cancele os pedidos ou devolva as mercadorias aos fornecedores sem qualquer tipo de penalização (Lee et al., 1997, p. 556).

- Formação de lotes de compra e de produção – a utilização da quantidade por lotes  é uma consequência de dois factores: um sistema periódico de revisão de stocks e do custo de aprovisionamento (compras, transporte). Para mitigar este efeito deve a informação sobre o consumo ser disponibilizada  ao longo da cadeia de distribuição, juntamente com a redução dos custos através da utilização de sistemas informáticos de reposição (Electronic Data Interchange) sem a necessidade da emissão de pedidos em formato de papel (Lee et al., 1997, p. 557).

- Variações de preço -  Uma forma de controlar o efeito chicote devido às flutuações de preços é a adopção de políticas por parte dos fornecedores do tipo EDLP (Every Day Low Price) ao invés de sistemas de descontos. O uso do sistema ABC (Activity Based Costing) permite que as empresas identifiquem os custos relacionados com a prática de compras de produtos em promoção e, portanto, ajudam as empresas a implementarem o EDLP (Every Day Low Price) (Lee et al., 1997, p. 557).

- Redução da incerteza – uma das formas de reduzir ou eliminar o efeito chicote consiste na redução da incerteza que é feita através da centralização da informação sobre a procura em cada estágio da cadeia de abastecimento (Simchi-Levi et al., 2003, p.109).

- Redução da variação – esta redução poderá ser realizada com o auxílio da estratégias como por exemplo o EDLP (Every Day Low Price), optando então por eliminar promoções periódicas (Simchi-Levi et al., 2003, p.109).

- Redução do lead time – quanto menor for este tempo menor será a amplificação causada pela incerteza no processo de previsão ao longo da cadeia (Simchi-Levi et al., 2003, p.109).

- Parcerias Estratégicas – as parcerias podem reduzir o efeito chicote através da mudança na forma pela qual as informações são partilhadas e sobre as decisões tomadas relativamente ao controlo de stock (Simchi-Levi et al., 2003, p.110).